# أردشير خوار
أردشير خوار (بالفارسية الوسطى (البهلوية): Arđaxšēr-Xwarra، وتعني "مجد أردشير") كانت واحدة من الأقسام الإدارية الأربعة (والخمسة لاحقًا) لمحافظة فارس الساسانية. التقسيمات الإدارية الأخرى كانت شابور خوار، إصطخر وداراجرد، بينما تأسست منطقة خامسة تسمى أراجان في أوائل القرن السادس على يد قباذ الأول (حكم من 498 إلى 531).

## التاريخ
تأسست أردشير خوار على يد أول ملك ساساني وهو أردشير الأول (حكم من عام 224 إلى عام 242)، والذي أسس في نفس الوقت تقريبًا عاصمتها غور. على الرغم من أن بعض المصادر تشير إلى أن العاصمة تأسست بعد انتصار أردشير في عام 244 على الملك الفرثي أرتابانوس الخامس، إلا أن الأدلة الأثرية تؤكد أنها تأسست قبل المعركة. في جور، بنى أردشير الأول برجًا زرادشتيًا يسمى تربال، والذي كان يشبه ستوبا بوذية. علاوة على ذلك، قام أيضًا ببناء معبد النار الذي يُقال أن المؤرخ العربي المسعودي في القرن العاشر زاره.
في أوائل القرن الخامس، بُني جسر في جور من الوزير الساساني (وزورك فرامادار) مهر نارسيه، الذي كان من مواليد أبروان، وهي منطقة فرعية في أردشير خوار. وقد كُتب على الجسر أيضًا نقش يقول: "بُني هذا الجسر بأمر من مهر نارسه، وزورغ فرامادار، من أجل روحه وعلى نفقته الخاصة... من سلك هذا الطريق فليبارك مهر نارسه وأولاده لأنه بنى هذا الجسر". علاوة على ذلك، أسس أيضًا أربع قرى بكل منها معبد نار. وكان اسم معابد النار: فراز مارا أوار خوادايا، زوروادادان، كرددان،ماغوشناسبان. وقد أمر ببناء معبد نار خامس في أبرووان، والذي ربما كان معبد النار في بارين الذي زاره الجغرافي الفارسي الإصطخري في القرن العاشر، والذي ذكر أن معبد النار كان يحتوي على نقش ينص على أن 30 ألف درهم تم إنفاقها على بنائه. في وقت ما قبل عام 540، تم إنشاء أبرشية في جور.
في حوالي عام 1850 644، أثناء الفتح الإسلامي لإيران، استولى العلاء بن الحضرمي على إحدى مقاطعات أردشير خوار، وهي التواج، والذي أرسل بعد ذلك هرمز بن حيان العبدي للاستيلاء على سينيز، وهو ما نجح في تحقيقه. في عام 649/50، قام عبد الله بن عامر بمحاولة فاشلة للاستيلاء على جور. في عام 650/1، ذهب آخر ملوك الساسانيين يزدجرد الثالث (حكم 632-651) إلى جور للتخطيط لمقاومة منظمة ضد العرب، ولكن بعد تلقيه نبأ سقوط استخر، فر إلى محافظة كرمان. ثم سيطر العرب سريعًا على جور وسيراف وبقية فارس.

## المناطق الفرعية
كانت المناطق الفرعية لأردشير خوار هي:
| - جزيرة أباركافان - أبارساس - أبروان - ألار - ألافاد - جور | - البحرين - بايزا - بخت أردشير - ديه - جوييم | - إيراستان - كارزين - خَبْر - خرم أردشير - خوناباكان | - كوار - كوجاران-أردشير - شيراز - سينيز - سيراف - سوتوج - تواز |

## شخصيات بارزة من أردشير خوار
- فرخماد [الإنجليزية]
- مهرنرسة
- سُخرة [الإنجليزية]
- سابور الأول
- زرفنداد [الإنجليزية]